# Cantileverrem

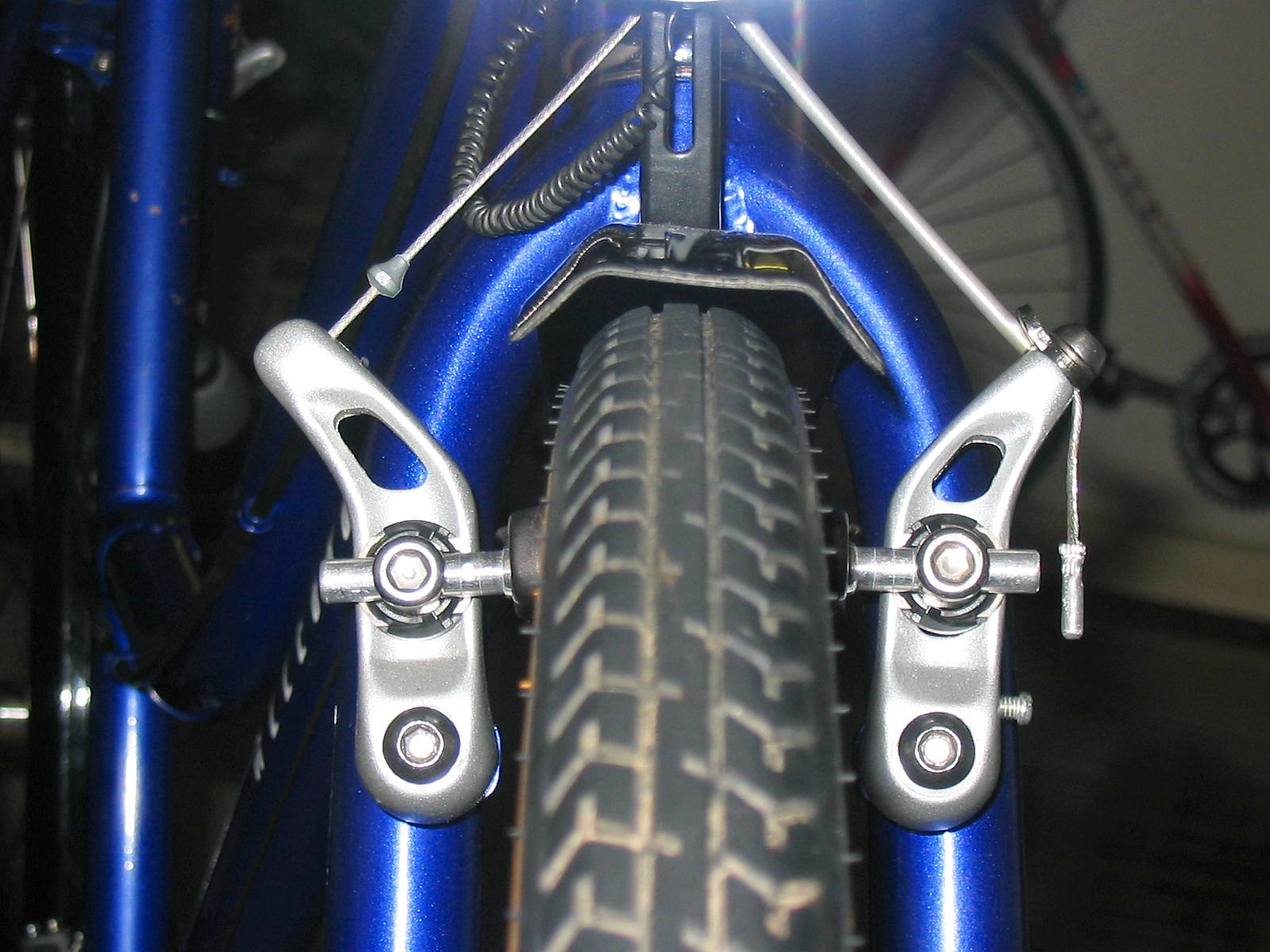
Een cantileverrem

Een cantileverrem is een type velgrem bij fietsen, waarbij de remblokjes gemonteerd zijn op het midden van hefboompjes die aan één kant op een nok aan de framebuizen bevestigd zijn en aan de andere kant met de remkabel bij elkaar getrokken worden. De remkracht van een cantileverrem is over het algemeen redelijk maar kan sterk variëren. Onder meer de afstelling van de rem, weersomstandigheden, vuil en de kwaliteit van de remblokjes spelen hier een belangrijke rol in.
Dit type rem is meer en meer in onbruik geraakt en wordt niet vaak meer toegepast op nieuwe fietsen en dit ten voordele van andere typen velgremmen (hoofdzakelijk V-brakes) en schijfremmen.